# Promontorio di Punta Penna
Il promontorio di Punta Penna è un promontorio situato in Abruzzo nel comune di Vasto, nella parte meridionale della Costa dei Trabocchi e della provincia di Chieti. La sua parte settentrionale, dov'è sita l'omonima spiaggia di Punta Penna, è parte della Riserva naturale guidata Punta Aderci, mentre nella sua parte meridionale trova sede il porto di Vasto.

## Storia

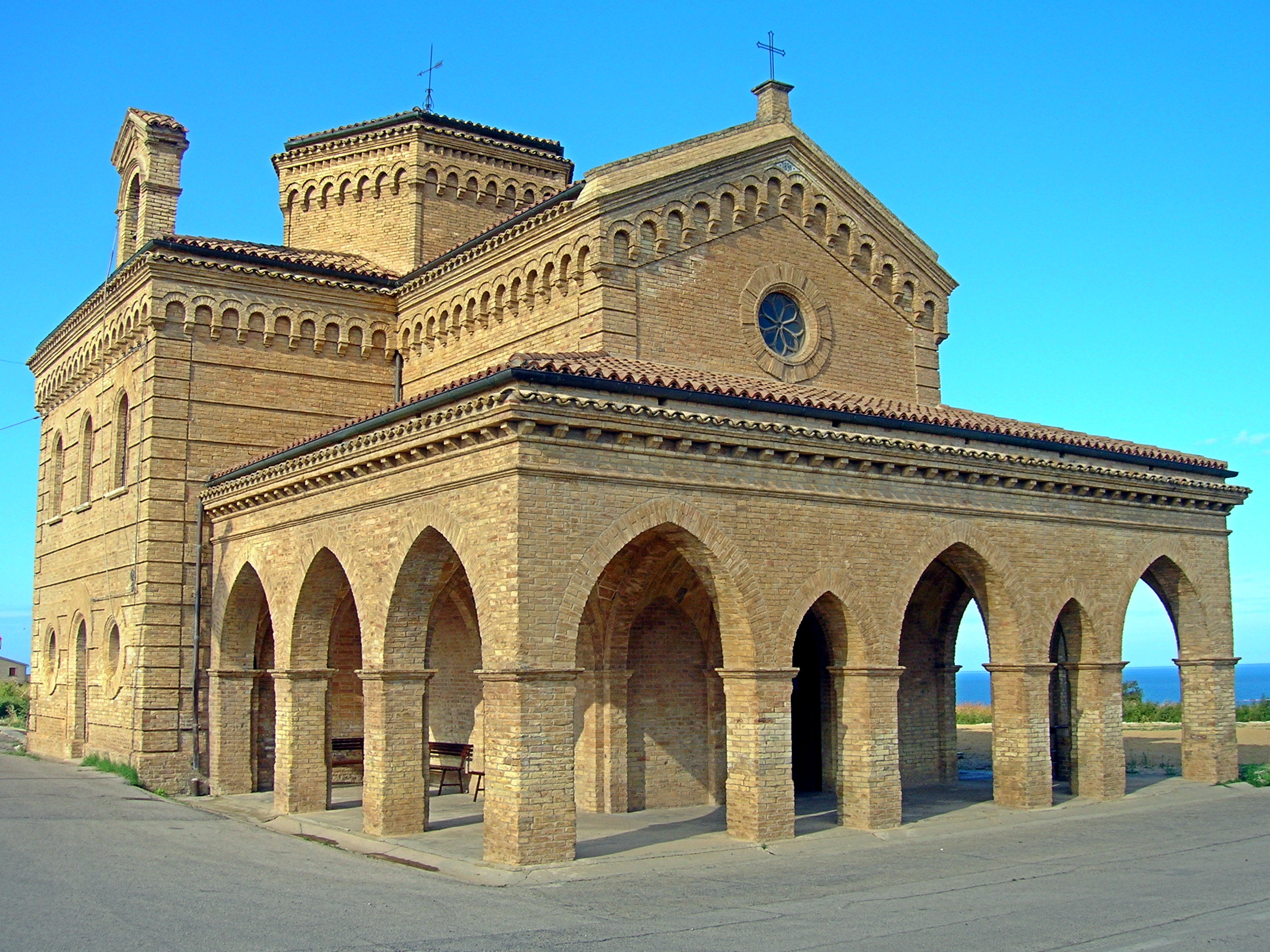
La chiesa di santa Maria di Pennaluce

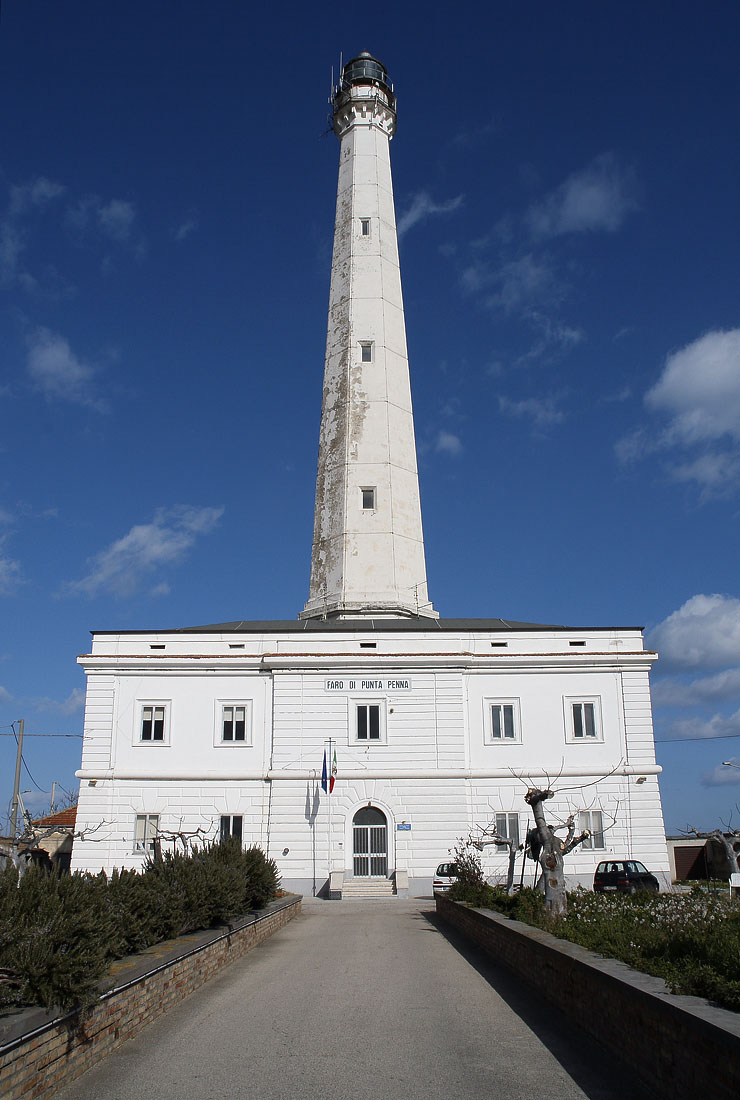
Il faro di Punta Penna

Nonostante agli inizi del XX secolo il promontorio e le zone circostanti si presentassero come luoghi del tutto rurali e privi di insediamenti abitativi, sono diverse le testimonianze dell'antica storia del luogo. Sicuramente il porto naturale presente a Punta Penna ospitava un insediamento italico con un porto a servizio dell'antica Histonium, ed è stato ipotizzato che questo insediamento potesse corrispondere all'antica e mai localizzata città frentana di Buca. Successivamente, in età medievale, sorsero sul luogo una fortezza e un piccolo insediamento noto come Pennaluce; in quel periodo furono erette anche la quattrocentesca chiesa di Santa Maria di Pennaluce (ricostruita nel 1887 in stile romanico) e la torre di Punta Penna del 1557, parte del sistema difensivo delle torri costiere del Regno di Napoli.
Per lungo tempo la torre e la chiesa restarono gli unici elementi architettonici del luogo, altrimenti caratterizzato (come la maggior parte delle coste abruzzesi) da ambienti naturali pressoché incontaminati; la situazione cambiò agli inizi del Novecento, quando la politica locale vastese iniziò a lavorare per dotare l'insenatura naturale di un porto industriale in grado di accrescere l'economia della zona. Un primo risultato ottenuto fu quello dell'istituzione di un porto militare a Punta Penna nel 1907, e nello stesso anno si avviarono i lavori per la costruzione del grande faro di Punta Penna, ultimato nel 1912. Successivamente alla prima guerra mondiale il porto di Vasto fu tuttavia declassato a porto di quarta classe, che sottraendo i finanziamenti statali permise, con finanziamenti locali, la sola costruzione del molo di ponente, la banchina e il retrostante piazzale; la creazione del molo di ponente provocò inoltre la formazione della spiaggia di Punta Penna a nord delle strutture portuali, a ridosso delle falesie, creando un sistema dunale direttamente collegato a quello della vicina Punta Aderci.
Durante la seconda guerra mondiale il porto venne ampiamente danneggiato e il faro abbattuto dall'esercito tedesco in ritirata, tuttavia al termine del conflitto l'approdo venne nuovamente riclassificato come porto di prima categoria e grazie a finanziamenti statali venne rapidamente ricostruito. Nella seconda metà del XX secolo iniziarono inoltre a svilupparsi i primi insediamenti industriali a ridosso del porto, che si andrà accrescendo nel corso degli anni finendo per entrare in contrasto con l'accresciuta sensibilità ambientale della popolazione locale e la veloce crescita dello sviluppo turistico della zona: l'arretramento della ferrovia Adriatica infatti, un tempo a ridosso del mare e spostata nel primi anni 2000 su una variante più interna prevalentemente in galleria, ha permesso il rapido sviluppo turistico delle coste meridionali abruzzesi e della Costa dei Trabocchi anche grazie alla creazione della pista ciclabile nota come Via verde dei Trabocchi sul vecchio tracciato ferroviario, parte della ciclovia Adriatica.

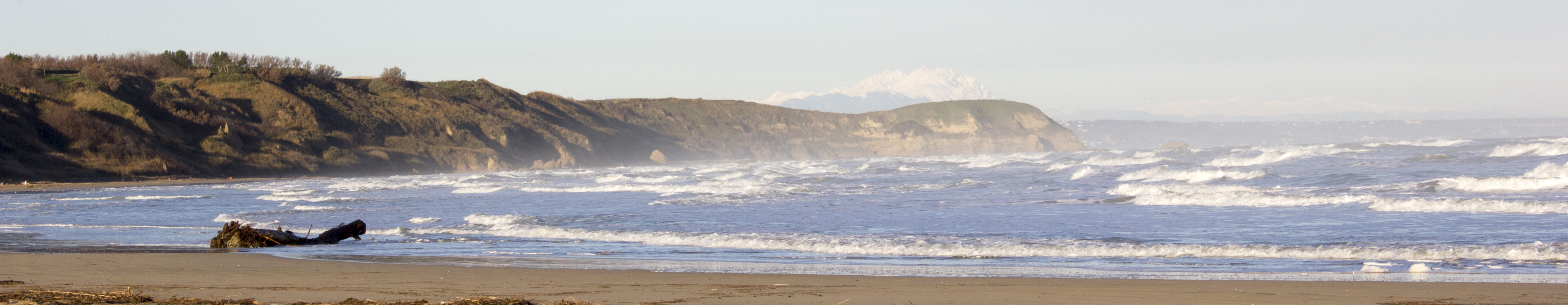
La spiaggia di Punta Penna e sullo sfondo Punta Aderci

## Spiaggia di Punta Penna
La spiaggia di Punta Penna è il principale attrattore turistico del promontorio, e deve la sua notorietà al suo ambiente selvaggio e incontaminato. Formatasi in seguito alla costruzione del molo nord del porto di Vasto, la spiaggia è completamente inserita nella Riserva naturale guidata Punta Aderci, e presenta un sistema dunale che funge da habitat per numerose specie animali quali il fratino, il gabbiano reale, l'airone rosso, lo sparviero, il falco di palude e l'allodola, oltre a ospitare diversi fiori e piante tipici dell'ambiente mediterraneo. Alle spalle della spiaggia vi è un sistema di falesie, e oltre queste sorge la zona industriale del porto di Vasto. 
La spiaggia è per lo più sabbiosa tranne che sulla cosiddetta spiaggia dei libertini, nella sua zona settentrionale a ridosso di Punta Aderci, caratterizzata da una costa di ciottoli. Nei pressi della spiaggia vi è un punto informativo della riserva con servizi di noleggio canoe e mountain bike. Sul molo nord del porto, rivolti verso la spiaggia, vi sono i trabocchi "Trimalcione", "Molo di Vasto" e "Puntamare". 